# Kateřina Beránková
Kateřina Beránková (* 12. října 1977 Brno) je bývalá česká krasobruslařka, závodící nejprve v soutěžích jednotlivkyň, od roku 1997 ve sportovních párech s Otto Dlabolou.
S Dlabolou startovala na ZOH 1998 a 2002, kde se umístili na patnáctém, resp. osmém místě. Pravidelně závodila na evropských a světových šampionátech, nejlepšího výsledku dosáhli s Dlabolou na ME 2002 a 2004, kdy skončili pátí. V soutěži jednotlivkyň byla nejlépe desátá na ME 1995.